# Amt Fahrland
Das Amt Fahrland war ein königlich-preußisches Domänenamt, das 1734 vom Amt Potsdam abgespalten wurde. Amtssitz war in Fahrland (heute ein Ortsteil der brandenburgischen Landeshauptstadt Potsdam). Das Amtsgebiet lag jedoch großenteils im Landkreis Havelland (Brandenburg). Das Amt Fahrland wurde 1872 mit der Kreisreform in Preußen aufgelöst.

## Geschichte und zugehörige Orte
1699 kaufte Kurfürst Friedrich III., der spätere erste König in Preußen, den Ort Fahrland mit der wüsten Feldmark Hainholz von den Brüdern Johann Wolfgang und Christoph v. Stechow für 50.000 Reichstaler und 100 Dukaten Schlüsselgeld. Er ließ den neuen Besitz zunächst vom Amt Potsdam aus verwalten. 1734 wurde Fahrland, Nedlitz und die Nedlitzer Fähre vom Amt Potsdam abgetrennt und zu einem selbständigen Amt erhoben. 1771 kam die Kolonie Krampnitz hinzu, die auf Amtsgebiet neu angelegt wurde. Mit der Verwaltungsreform von 1815 kamen das Dorf Etzin, der Flecken Ketzin und Dorf und Vorwerk Knoblauch vom Amt Ziesar an das Amt Fahrland. Der Amtssitz lag südwestlich des Dorfkerns jenseits des Fließes vom Jubelitzsee zum Fahrländer See. Das Amt Fahrland hatte 1817 1717 Einwohner.
- Etzin (1817: Dorf und Gut) (heute ein Ortsteil der Stadt Ketzin/Havel). der Ort wurde bereits 1173 erstmals urkundlich genannt. Später lassen sich vier Besitzanteile bzw. fünf, wenn man die Patronatsrechte mit einrechnet, erkennen. Der 1. adelige Anteil wurde 1458 von Bischof Stephan Bodecker von Brandenburg erworben und kam 1560 an das Amt Ziesar. Ein zweiter adeliger Anteil kam 1629 an das Amt Ziesar, ein dritter adeliger Anteil wurde 1609 zum Amt Ziesar erworben. Ein vierter adeliger Anteil wurde Freihof (mit vier Hufen). Das Etziner Freigut war 1817 im Eigentum eines v. Knoblauch. Das Domkapitel konnte das Kirchenpatronat weiter behaupten. Der Anteil des Amtes Ziesar kam 1816 an das Amt Fahrland.
- Fahrland (1817: Dorf und Amtssitzvorwerk) (heute ein Ortsteil von Potsdam). 1375 war ein Ritter Schenk im Besitz von Schloss und Stadt(!) Fahrland. Bis 1419 waren Schloss und Stadt an die v. Stechow gekommen. 1699 kaufte Kurfürst Friedrich III. Fahrland und machte es 1734 zum Sitz eines selbständigen Amtes.
- Ketzin (1817: Flecken). Das im Mittelalter als Städtchen bezeichnet Ketzin kam schon vor 1307 in den Besitz des Bischofs von Brandenburg. 1560 kam es zum Amt Ziesar und 1816 zum Amt Fahrland.
- Knoblauch (auch Knobloch, Dorf und Erbzinsvorwerk) (heute ein Gemeindeteil von Nitzahn, einem Ortsteil der Gemeinde Milower Land, Landkreis Havelland). Im Ort gab es drei Besitzanteile. Ein Teil war schon vor 1314 in den Besitz des Bischofs von Brandenburg gekommen, die es aber an Vasallen weiter verliehen. 1560 kam dieser Teil an das Amt Ziesar, 1816 an das Amt Fahrland. Der 2. Teil, die Abgaben von 4 Hufen in Knoblauch, gehörte der Pfründe der Petrikapelle in Brandenburg und kam vor 1550 in den Besitz der Familie v. Knoblauch, die diesen Teil bis nach 1801 behaupteten. Der 3. Teil gehörte schon 1197 dem Domkapitel in Brandenburg und blieb in dessen Besitz bis 1872.
- Krampnitz (1817: Crampnitz, Forsthaus und Kolonie) (heute ein Gemeindeteil von Fahrland, einem Ortsteil der Stadt Potsdam). Um 1700 befand sich hier auf Amtsgebiet des Amtes Potsdam eine Schäferei, eine Heideläuferwohnung (= Unterförsterei) und ein Weinberg. 1771 wurde der Ort an das Amt Fahrland angegliedert und eine Kolonie mit 10 Büdnern angelegt.
- Nedlitz mit der Nedlitzer Fähre (heute ein Stadtteil von Potsdam). Bereits 1323 wird die Fähre über den Weißen See erstmals erwähnt. 1412 wurde erstmals der Hof dabei genannt. 1624 wohnten 2 Hüfner und 2 Kossäten im Ort. Die Herrschaft war geteilt, ein Teil gehörte den v. Hake in Kleinmachnow, der andere Teil den v. Falkenrehde in Bornim. 1657 wurden beide Teile vom Kurfürsten Friedrich Wilhelm für das Amt Potsdam erworben. 1734 wurde es zusammen mit Fahrland vom Amt Potsdam abgetrennt und zum neuen Amt Fahrland gemacht.
- Neu Fahrland. Etwa 1860 auf Amtsgebiet neu errichtet.

## Amtleute und Pächter
- vor 1736 Amtmann Schönebeck
- 1736 Plümicke
- 1751/57 Samuel Draing, Amtmann[1][2]
- 1775 die Witwe des verstorbenen Beamten Bock[3]
- 1798 Selchow, Oberamtmann[4]
- 1803 Selchow, Oberamtmann[5]
- 1804, 1834 Bock, Oberamtmann[6]
- 1835 bis 1855 Robert Wilhelm Gotzkowsky[7][8] er wurde 1851 zum Königlichen Ober-Amtmann ernannt[9]
- 1. Juni 1855 bis 1868 Schmidt,[10][11][12]
- 1872 Beussel[13]

## Belege